# Prunus domestica subsp. syriaca
A Prunus domestica subsp. syriaca, comummente conhecida como mirabela ou ameixeira-amarela, é uma subespécie da ameixeira-europeia, árvore de fruto da família das rosáceas, pertencente ao tipo fisionómico dos microfanerófitos.
É cultivada pelos seus frutos, comummente conhecidos como ameixas amarelas, ameixas brancas ou simplesmente mirabelas.

## Descrição
É uma árvore de altura média, orçando entre 3 e 8 metros.  A casca desta árvore apresenta uma coloração castanho-avermelhada, com tendência natural para gretar. Trata-se, ainda, de uma árvore de folha caduca e inerme (ou seja, sem espinhos), com galhos glabrescentes.
As folhas medem entre de 4 a 8 centímetros de comprimento por 1,7 a 3,5 centímetros de largura. Têm um formato que alterna entre o obovado, o elíptico ou o ovado-lanceolado, rematam numa ponta acuminada e têm margens crenadas ou serrilhadas. A face da folha é glabra, ao passo que o verso é um tanto ou quanto pubescente nas nervuras. As folhas têm um posicionamento alternado.
Quanto ao pecíolo, este costuma medir entre um centímetro e dois centímetros e meio e costuma estar revestido de penugem. As estípulas, por seu turno, são caducas e têm um formato linear-lanceolado, com dentes glandulíferos.
As flores, por seu turno, tanto podem ser solitárias como geminadas, sendo que raramente se agrupam em fascículos de números ímpares (3 a 5 flores). Os pedicelos tanto podem ser glabros como pubescentes e geralmente medem entre  8 e 15 milímetros.
Relativamente ao receptáculo, este mede cerca de 4 a 5 milímetros, tanto podendo ser glabro como pubescente. O cálice tem sépalas que medem entre 4 e 5 milímetros, de feitio que alterna entre o ovado-oblongo, o denticulados e o obtuso, tanto podendo ser glabras ou pubescentes. Por outro lado, as pétalas da corola medem de 8 a 13 milímetros, têm um formato obovado e são recortadas, exibindo uma coloração matizada entre o branca puro e o branco-esverdeado.
O fruto, ameixa amarela, é uma drupa monocarpelar de 4 a 5 centímetros, de formato elipsoidal ou então globoso, costuma ser glabra e apresenta uma coloração amarela, se bem que também há variedades pontilhadas com manchas de tons avermelhados e outras com matizes de verde-amarelado.
O mesocarpo deste fruto é comestível e de sabor doce.
Floresce na Primavera, de Março a Maio.

## Distribuição
Trata-se de uma espécie oriunda da Crimeia, da Península Balcânica e do Próximo Oriente, tendo sido introduzida, ulteriormente, um pouco por todo o mundo.

### Ecologia
Esta espécie aprecia locais com boa exposição solar e com solos um tanto arenados ou argilosos, de PH alcalino a neutro.

## História
O cultivo das mirabelas na Península Ibérica, surge originalmente em Espanha, no Baixo Miño galego, a sul da província de Pontevedra, introduzida às mãos do magnata galego Xosé Sánchez García, no início do séc. XX. A grande popularidade granjeada na Galiza, rapidamente, atravessou fronteiras rumo ao Minho português onde também se naturalizou, tendo em seguida grassado ao resto do país.